# She's the Man
She's the Man (br: Ela é o Cara - pt: Ela é...Ele) é um filme de comédia romântica norte-americano de 2006 estrelado por Amanda Bynes e dirigido por Andy Fickman, inspirado na peça teatral Noite de Reis, de William Shakespeare. Também estrelam o filme Laura Ramsey, Alex Breckenridge, James Kirk, Robert Hoffman e Channing Tatum.
O filme é centrado na adolescente Viola Hastings, que entra na escola de seu irmão em seu lugar, fingindo ser um menino, para brincar com o time de futebol dos meninos depois que seu time é cortado em sua escola.
Em uma entrevista em 2018 na revista Paper, Bynes admitiu que seu papel no filme teve um efeito negativo em sua saúde mental. "Quando o filme foi lançado e eu o assisti, caí em uma profunda depressão por quatro ou seis meses porque eu não gostei do jeito que fiquei como menino", disse Bynes. Se ver com cabelo curto e costeletas foi, para ela, "uma experiência fora do corpo e super estranha". "Isso realmente me colocou em uma paranoia", disse. Na entrevista, ela cita que o filme foi positivo para deslanchar a carreira do colega de filme Channing Tatum. "Eu lutei totalmente por Channing naquele filme, porque ele não era famoso ainda. Ele só tinha feito o comercial da Mountain Dew e eu estava tipo: 'Esse cara é uma estrela, toda garota vai amá-lo'. Mas [os produtores] falavam: 'Ele é muito mais velho do que todos vocês!', e eu dizia: 'Isso não importa! Confiem em mim!'", contou.

## Sinopse
Quando a adolescente Viola (Amanda Bynes) descobre que o time feminino de futebol é cortado de sua escola, ela resolve se disfarçar de seu irmão gêmeo para jogar no time masculino da escola dele. Só que ela acaba se apaixonando pelo colega de quarto do irmão, Duke (Channing Tatum), ao mesmo tempo em que começa a ser assediada por Olivia (Laura Ramsey), a garota por quem Duke é apaixonado. As coisas ficam mais complicadas ainda quando o verdadeiro irmão gêmeo de Viola, Sebastian (James Kirk), aparece, causando muita confusão com Monique (Alex Breckenridge), namorada de Sebastian, e também quando Viola se desfaz de seu alter-ego em alguns momentos para conhecer Duke como ela mesma, mas acaba colocando o mesmo em confronto com Justin (Robert Hoffman), ex-namorado de Viola e goleiro do ex-time onde a mesma jogava.

## Elenco
- Amanda Bynes como Viola Hastings
- Channing Tatum como Duke Orsino
- Laura Ramsey como Olivia Lennox
- Alex Breckenridge como Monique Valentine, namorada superficial de Sebastian
- Robert Hoffman como Justin Drayton, ex-namorado de Viola e rival de Duke
- James Kirk como Sebastian Hastings
- Emily Perkins como Eunice Bates, amiga nerd e excêntrica de Olivia e parceira de laboratório de Duke
- James Snyder como Malcolm Festes, o nerd da escola e rival de Sebastian (Viola)
- Brandon Jay McLaren como Toby, um dos melhores amigos de Duke
- Clifton Murray como Andrew, um dos melhores amigos de Duke
- Jonathan Sadowski como Paul Antonio, um dos melhores amigos e cabeleireiro de Viola
- Amanda Crew como Kia, uma das melhores amigas de Viola
- Jessica Lucas como Yvonne, uma das melhores amigas de Viola
- David Cross como diretor Horatio Gold
- Vinnie Jones como técnico Dinklage
- Julie Hagerty como Daphne Hastings, a mãe de Viola e Sebastian
- John Pyper-Ferguson como Roger Hastings, o pai de Viola e Sebastian
- Lynda Boyd como Cheryl, a anfitriã do baile de debutante
- Robert Torti como técnico Pistonek
- Mark Acheson como faxineiro

## Produção
Os produtores queriam Jesse McCartney no papel de Sebastian, já que suas feições faciais são parecidas com as de Amanda Bynes. Como McCartney não estava disponível no período das filmagens, James Kirk foi contratado.
As cheerleaders do filme também estiveram presentes em Reefer Madness, do mesmo diretor Andy Fickman.

## Recepção

### Bilheteria
O filme estreou em #4 nas bilheterias norte-americanas com US$10.7 milhões em sua semana de estréia. Seu orçamento foi de aproximadamente $20,000,000. She's the Man arrecadou um total de $33,741,133 no mercado doméstico com um total bruto de $57,194,667 mundialmente.

### Resposta da crítica
She's the Man recebeu críticas mistas. Rotten Tomatoes dá uma classificação de 43%, baseado em 109 comentários. O consenso crítico diz: "sagacidade de Shakespeare se perde na tradução com She's the Man, amplo pastelão, piadas previsíveis e enredo não convincente." Metacritic, que atribui uma média ponderada de 100 avaliações dos críticos de cinema, o filme tem uma pontuação de 45 de 100 com base em 28 avaliações, indicando "avaliações mistas ou médias".